# Gran Premio de Gran Bretaña de Motociclismo de 1984
El Gran Premio de Gran Bretaña de Motociclismo de 1984 fue la décima prueba de la temporada 1984 del Campeonato Mundial de Motociclismo. El Gran Premio se disputó el 5 de agosto de 1984 en el Circuito de Silverstone.

## Resultados 500cc
Con el segundo puesto obtenido en este Gran Premio, el estadounidense Eddie Lawson se queda a un paso del título mundial, aprovechando la ausencia de su mayor rival Freddie Spencer y ampliando su ventaja en 23 puntos. La prueba fue ganada por Randy Mamola, mientras que el británico Ron Haslam fue tercero.
| Pos.     | Piloto              | Moto       | Tiempo    | Pts. |
| -------- | ------------------- | ---------- | --------- | ---- |
| 1        | Randy Mamola        | Honda      | 42.18.64  | 15   |
| 2        | Eddie Lawson        | Yamaha     | 42.21.09  | 12   |
| 3        | Ron Haslam          | Honda      | 42.36.90  | 10   |
| 4        | Virginio Ferrari    | Yamaha     | 42.54.55  | 8    |
| 5        | Barry Sheene        | Suzuki     | 42.55.11  | 6    |
| 6        | Wayne Gardner       | Honda      | 43.07.89  | 5    |
| 7        | Robert McElnea      | Suzuki     | 43.28.42  | 4    |
| 8        | Takazumi Katayama   | Honda      | 43.28.45  | 3    |
| 9        | Roger Marshall      | Honda      | 43.28.58  | 2    |
| 10       | Christian Le Liard  | Chevallier | 43.32.96  | 1    |
| 11       | Franco Uncini       | Suzuki     | 43.33.19  |      |
| 12       | Reinhold Roth       | Honda      | 43.43.78  |      |
| 13       | Keith Huewen        | Suzuki     | 43.48.94  |      |
| 14       | Mark Salle          | Suzuki     | 43.49.06  |      |
| 15       | Paul Iddon          | Suzuki     | 43.49.36  |      |
| 16       | Steve Parrish       | Yamaha     | 43.50.89  |      |
| 17       | Mick Grant          | Suzuki     | 1 Vuelta  |      |
| 18       | Fabio Biliotti      | Honda      | 1 Vuelta  |      |
| 19       | Boet van Dulmen     | Suzuki     | 1 Vuelta  |      |
| 20       | Trevor Nation       | Suzuki     | 1 Vuelta  |      |
| 21       | Graham Wood         | Yamaha     | 1 Vuelta  |      |
| 22       | Simon Buckmaster    | Suzuki     | 1 Vuelta  |      |
| 23       | Rob Punt            | Suzuki     | 1 Vuelta  |      |
| 24       | Mile Pajic          | Honda      | 1 Vuelta  |      |
| 25       | Massimo Broccoli    | Honda      | 1 Vuelta  |      |
| 26       | Louis-Luc Maisto    | Honda      | 2 Vueltas |      |
| 27       | Paolo Ferretti      | Suzuki     | 2 Vueltas |      |
| 28       | Christoph Bürki     | Suzuki     | 2 Vueltas |      |
| 29       | Lorenzo Ghiselli    | Suzuki     | 2 Vueltas |      |
| 30       | Alan Irwin          | Suzuki     | 6 Vueltas |      |
| Ret      | David Griffith      | Suzuki     | Ret       |      |
| Ret      | Paul Lewis          | Suzuki     | Ret       |      |
| Ret      | Wolfgang von Muralt | Suzuki     | Ret       |      |
| Ret      | Klaus Klein         | Suzuki     | Ret       |      |
| Ret      | Gary Lingham        | Suzuki     | Ret       |      |
| Ret      | Leandro Becheroni   | Suzuki     | Ret       |      |
| Ret      | Henk van der Mark   | Honda      | Ret       |      |
| Ret      | Raymond Roche       | Honda      | Ret       |      |
| Ret      | Sergio Pellandini   | Suzuki     | Ret       |      |
| Ret      | Roger Burnett       | Suzuki     | Ret       |      |
| Ret      | Joey Dunlop         | Honda      | Ret       |      |
| DNS      | Freddie Spencer     | HRC        | DNS       |      |
| DNS      | Chris Guy           | Honda      | DNS       |      |
| DNS      | Tadahiko Taira      | Yamaha     | DNS       |      |
| DNS      | Massimo Broccoli    | Honda      | DNS       |      |
| DNS      | Eero Hyvärinen      | Suzuki     | DNS       |      |
| DNS      | Brett Hudson        | Yamaha     | DNS       |      |
| DNS      | Gustav Reiner       | Honda      | DNS       |      |
| DNS      | Marco Lucchinelli   | Cagiva     | DNS       |      |
| Sources: |                     |            |           |      |

## Resultados 250cc
El francés Christian Sarron obtuvo la tercera victoria de la temporada, consolidando el primer puesto de la clasificación general que ldiera con 27 puntos de ventaja sobre el elamán Manfred Herweh, que se tuvo que retirar. Las otras dos posiciones del podio fueron para el español Sito Pons y el venezolano Carlos Lavado, batallando con Sarron hasta el último metro.
| Pos. | Piloto                 | Moto        | Tiempo   | Pts. |
| ---- | ---------------------- | ----------- | -------- | ---- |
| 1    | Christian Sarron       | Yamaha      | 38.03.90 | 15   |
| 2    | Andy Watts             | EMC         | 38.04.14 | 12   |
| 3    | Carlos Lavado          | Yamaha      | 38.04.37 | 10   |
| 4    | Jean-François Baldé    | Pernod      | 38.04.54 | 8    |
| 5    | Martin Wimmer          | Yamaha      | 38.04.64 | 6    |
| 6    | Sito Pons              | Kobas-Rotax | 38.04.65 | 5    |
| 7    | Harald Eckl            | Rotax       | 38.15.76 | 4    |
| 8    | Jean-Michel Mattioli   | Yamaha      | 38.16.01 | 3    |
| 9    | Jacques Cornu          | Yamaha      | 38.28.67 | 2    |
| 10   | Teruo Fukuda           | Yamaha      | 38.28.70 | 1    |
| 11   | Anton Mang             | Yamaha      | 38.28.88 |      |
| 12   | Herbert Besendörfer    | Yamaha      | 38.28.89 |      |
| 13   | Jacques Bolle          | Pernod      | 38.30.85 |      |
| 14   | Wayne Rainey           | Yamaha      | 38.31.38 |      |
| 15   | Donnie McLeod          | Yamaha      | 38.45.90 |      |
| 16   | Thierry Rapicault      | Yamaha      | 39.00.45 |      |
| 17   | Karl-Thomas Grässel    | Yamaha      | 39.01.16 |      |
| 18   | Siegfried Minich       | Yamaha      | 39.01.23 |      |
| 19   | Patrick Fernandez      | Yamaha      | 39.04.62 |      |
| 20   | Paul Tinkler           | Yamaha      | 39.11.98 |      |
| 21   | René Delaby            | Yamaha      | 39.28.28 |      |
| 22   | Graeme McGregor        | EMC         | 39.32.95 |      |
| 23   | Bruno Lüscher          | Yamaha      | 39.32.96 |      |
| 24   | Jean-Louis Guignabodet | Yamaha      | 39.33.18 |      |
| 25   | Graham Young           | Rotax       | 1 Vuelta |      |
| 26   | Gary Noel              | EMC         | 1 Vuelta |      |
| 27   | Manfred Obinger        | Yamaha      | 1 Vuelta |      |
| 28   | Niall Mackenzie        | Armstrong   | 1 Vuelta |      |
| Ret  | Manfred Herweh         | Rotax       | Ret      |      |
| Ret  | Guy Bertin             | MBA         | Ret      |      |
| Ret  | Alan Carter            | Yamaha      | Ret      |      |
| Ret  | Richard Hubin          | Yamaha      | Ret      |      |
| Ret  | Stéphane Mertens       | Yamaha      | Ret      |      |
| Ret  | Thierry Espié          | Chevallier  | Ret      |      |
| Ret  | Roland Freymond        | Yamaha      | Ret      |      |
| Ret  | Carlos Cardús          | Rotax       | Ret      |      |
| Ret  | August Auinger         | Monnet      | Ret      |      |

## Resultados 125cc
Ángel Nieto obtuvo un nuevo título mundial (el 13º en su palamrés) al obtener la victoria en este Gran Premio. En el podio le acompañaron el francés Jean-Claude Selini y el italiano Fausto Gresini.
| Pos. | Piloto                 | Moto    | Tiempo   | Pts. |  |
| ---- | ---------------------- | ------- | -------- | ---- |  |
| 1    | Ángel Nieto            | Garelli | 33.43.58 | 15   |  |
| 2    | Jean-Claude Selini     | MBA     | 33.49.21 | 12   |  |
| 3    | Fausto Gresini         | Garelli | 33.49.51 | 10   |  |
| 4    | Bruno Kneubühler       | MBA     | 33.49.69 | 8    |  |
| 5    | Maurizio Vitali        | MBA     | 34.07.13 | 6    |  |
| 6    | Luca Cadalora          | MBA     | 34.07.28 | 5    |  |
| 7    | Olivier Liégeois       | MBA     | 34.07.43 | 4    |  |
| 8    | Stefano Caracchi       | MBA     | 34.22.41 | 3    |  |
| 9    | Johnny Wickström       | MBA     | 34.23.52 | 2    |  |
| 10   | Jacky Hutteau          | MBA     | 34.42.11 | 1    |  |
| 11   | Anton Straver          | MBA     | 34.50.85 |      |  |
| 12   | Ezio Gianola           | MBA     | 34.59.99 |      |  |
| 13   | Domenico Brigaglia     | MBA     | 34.59.99 |      |  |
| 14   | Mike Leitner           | MBA     | 35.17.40 |      |  |
| 15   | Willi Hupperich        | Seel    | 35.24.25 |      |  |
| 16   | Alojz Pavlič           | MBA     | 35.27.04 |      |  |
| 17   | Tony Smith             | Casal   | 1 Vuelta |      |  |
| 18   | Helmut Lichtenberg     | MBA     | 1 Vuelta |      |  |
| 19   | Thomas Møller-Pedersen | MBA     | 1 Vuelta |      |  |
| 20   | Giuseppe Ascareggi     | MBA     | 1 Vuelta |      |  |
| 21   | Ian McConnachie        | Arfryn  | 1 Vuelta |      |  |
| 22   | Peter Sommer           | MBA     | 1 Vuelta |      |  |
| 23   | Doug Flather           | MBA     | 1 Vuelta |      |  |
| 24   | Robert Hmeljak         | MBA     | 1 Vuelta |      |  |
| 25   | Steve Mason            | MBA     | 1 Vuelta |      |  |
| Ret  | Henk van Kessel        | MBA     | Ret      |      |  |
| Ret  | Eugenio Lazzarini      | Garelli | Ret      |      |  |
| Ret  | Hans Müller            | MBA     | Ret      |      |  |
| Ret  | Willy Pérez            | MBA     | Ret      |      |  |
| Ret  | Alex Bedford           | MBA     | Ret      |      |  |
| Ret  | Lucio Pietroniro       | MBA     | Ret      |      |  |
| Ret  | Peter Baláž            | MBA     | Ret      |      |  |
| Ret  | Robin Appleyard        | MBA     | Ret      |      |  |
| Ret  | Neil Robinson          | MBA     | Ret      |      |  |
| Ret  | Beat Sidler            | MBA     | Ret      |      |  |
| Ret  | Jacques Grandjean      | MBA     | Ret      |      |  |
| Ret  | August Auinger         | MBA     | Ret      |      |  |